# سلاوکوف (ناحیه اوهرسکه هرادیشتی)
سلاوکوف (به چکی: Slavkov) یک منطقهٔ مسکونی در جمهوری چک است که در ناحیه اوهرسکه هرادیشتی واقع شده‌است. سلاوکوف ۱۳٫۷۴ کیلومتر مربع مساحت و ۶۹۷ نفر جمعیت دارد و ۳۰۲ متر بالاتر از سطح دریا واقع شده‌است.